# Peridot (Arizona)
Peridot è una località degli Stati Uniti d'America, situata tra le contee di Gila e Graham, nello Stato dell'Arizona.